# Las Margaritas, Las Margaritas
Las Margaritas är en ort i Mexiko.   Den ligger i kommunen Las Margaritas och delstaten Chiapas, i den sydöstra delen av landet, 800 km öster om huvudstaden Mexico City. Las Margaritas ligger 1 516 meter över havet och antalet invånare är 103 403.
Terrängen runt Las Margaritas är platt söderut, men norrut är den kuperad. Runt Las Margaritas är det ganska tätbefolkat, med 54 invånare per kvadratkilometer. Las Margaritas är det största samhället i trakten. I omgivningarna runt Las Margaritas växer huvudsakligen savannskog.